# Eleni Lambiri
Eleni Lambiri (født 9. februar 1889 i Athen, Grækenland - død 30. marts 1960) var en græsk komponist og dirigent.
Lambiri studerede som den første græske kvinde komposition på Musikkonservatoriet i Athen (1907-1908). Hun studerede herefter komposition og direktion i Tyskland på Musikkonservatoriet i Leipzig (1908-1911) hos bla. Max Reger. Lambiri har skrevet en symfoni, orkesterværker, operetter, kammermusik, strygerkvartetter etc. Hun var også en overgang dirigent i Milano.

## Udvalgte værker
- Symfoni i H-mol- for stort orkester
- Isolma - operette
- Serenade - for fløjte, violin og bratsch
- Strygerkvartet i A-dur